# Arthur de Gobineau
Joseph Arthur de Gobineau (ʒozɛf aʁtyʁ də ɡɔbino), francoski aristokrat, najbolj znan po utemeljitvi teorije o arijski nadrasi, ? 14. junij 1816, Ville-d'Avray, Hauts-de-Seine, Francija, † 13.oktober 1882. 
Njegova dela so bila hitro sprejeta med zagovorniki suženjstva v Ameriki in rasisti. Vplivala so tudi na nastanek ti. gobinizma v Nemčiji in na pomembne antisemite kot so Richard Wagner, Houston Stewart Chamberlain ter voditelje nacistične stranke.

### Življenje
Joseph Arthur de Gobineau se je rodil 14. julija 1816 v Ville-d'Avrayu blizu Pariza v Franciji v plemiški družini, ki je bila zvesta bourbonski hiši. Njegov oče Louis Gobineau je bil častnik v francoski vojski, njegova mati Anne-Louise Madeleine de Gercy pa je bila kreolskega porekla. Ko je bil star sedem let, je mati zapustila moža in z ljubimcem ter otroki pobegnila v Švico, kjer je mladi Gobineau obiskoval gimnazijo v Biennu. Mati mu je poskušala zagotoviti dobro germansko in germofilsko izobrazbo, šole v Švici pa so bile idealno mesto za to.
Leta 1834 se je Gobineau vrnil v Francijo k očetu in se vpisal na študij antike, folklore in orientalistike. Leta 1835 se je poskusil vpisati na vojaško akademijo, vendar ni opravil sprejemnega izpita. Namesto tega se je odpravil v Pariz, kjer se je preživljal z opravljanjem različnih fizičnih del. Med letoma 1840 in 1848 je objavil več del, med njimi Mademoiselle Irnois. Leta 1846 se je poročil s Clémence Monnerot.
Februarja 1848 je izbruhnila revolucija, ki je končala drugo francosko monarhijo. Približno v istem času je Alexis de Tocqueville, aristokrat in Gobineaujev mentor, postal francoski zunanji minister. Leta 1849 je de Tocqueville Gobineauja postavil na mesto zasebnega sekratarja, pozneje pa celo za šefa kabineta. Nato je Gobineau postal prvi sekretar na veleposlaništvu v Bernu, pozneje pa je opravljal enako funkcijo v Hannovru in Frankfurtu.
Gobineau je napisal svoj znameniti Esej o neenakosti človeških ras med letoma 1853 in 1855. Knjiga ni bila opažena. Leta 1854 je Gobineau postal prvi sekretar na veleposlaništvu v Teheranu, leta 1861 pa minister v Perziji. Tam je napisal več del o perzijski družbi.
Leta 1864 je Gobineau služil kot francoski poslanec v Atenah, leta 1868 pa se je preselil v Rio de Janeiro, da bi opravljal enak položaj. V Braziliji se je spoprijateljil z brazilskim cesarjem Petrom II.. Leta 1872 se je Gobineau preselil v Stockholm, kar je bilo njegovo zadnje delovno mesto. Leta 1876 se je bil prisiljen upokojiti iz diplomatskega zbora.
Gobineau je preostanek kariere preživel v Italiji, pisal romane in kiparil. Mnoga njegova dela so bila objavljena po njegovi smrti. Leta 1876 je v Rimu spoznal Richarda Wagnerja in ga večkrat obiskal na njegovem domu v Bayreuthu. Wagner je bil navdihnjen z Gobineaujevimi pogledi in mu je skupaj s prijatelji iz bayeruthskega kroga pomagal pri širjenju rasističnih stališč. Gobineaujeve rasne teorije so v Nemčiji postale priljubljene po njegovi smrti. Umrl je v Torinu v Italiji 13. oktobra 1882.

### Delo

#### Gobineaujeva rasna teorija
Gobineau je objavil svoj znameniti Esej o neenakosti človeških rasv obdobju med 1853 in 1855, posvetil pa ga je kralju Hannovra Juriju V. (1851–66). Izrazil je svoje stališče do časa, v katerem je živel, in poskušal razložiti razloge za revolucije. Gobineau je bil monarhist in rojalist, ki je preziral demokracijo. Menil je, da so revolucije in vojne posledica degeneracije družbe na splošno. V neenakosti človeških ras je Gobineau poskušal znanstveno utemeljiti zgodovino, ki povezuje vzpon in padec civilizacij z raso. Verjel je, da rasa predstavlja kulturo in da so razlike med črno, belo in rumeno raso naravne ovire ter da "mešanje ras" vodi v kaos. Verjel je, da je "bela" rasa superiorna drugim. Menil je, da ustreza starodavni indoevropski kulturi, znani tudi kot "arijska", Nemčija pa ima ravno toliko arijskega seva, da je lahko oživela belo raso. Verjel je, da je potomec nordijskih Vikingov. Gobineau je trdil, da je narodnost najpomembnejša težava v zgodovini in da etnične razlike obstajajo stalno od začetka človeške zgodovine. Biblijo je pojmoval za zanesljiv vir zgodovine. V Neenakosti človeških ras je zapisal, da je "Adam izvor naših belih vrst", vse druge rase pa niso bile del človeške vrste. Biblijska delitev na Hamite, Semite in Jafrete, je po Gobineauju delitev znotraj bele rase.
V zadnjem poglavju Neenakosti človeških ras trdi, da je bilo v človeški zgodovini deset velikih civilizacij, vse pa jih je začela bela rasa:
- indijska civilizacija,
- egipčanska civilizacija,
- Asirci,
- Grki,
- kitajska civilizacija,
- stara civilizacija italijanskega polotoka,
- nemške rase,
- aleganske civilizacije v Ameriki,
- mehiške civilizacije v Ameriki,
- perujska civilizacija v Ameriki.
Gobineau je verjel, da se je civilizacija pojavila kot rezultat zmage arijske rase nad manjvrednimi rasami. Napisal je, da so bili Arijci pogumni, inteligentni in močni, vendar niso bili ustvarjalni. Mešanje rase s Semiti je izboljšalo to šibkost. Vendar je Gobineau opozoril, da bi preveč mešanja ras povzročilo končno uničenje civilizacije.
Gobineau je pisal tudi romane, npr. Les Pléiades (1874). Njegovo študijo La Renesansa (1877) so občudovali tudi v njegovem času. Obe deli sta močno izrazili njegovo nazadnjaško aristokratsko politiko in sovraštvo do demokratične množične kulture.

### Zapuščina
Njegove rasne teorije v Evropi niso takoj pritegnile pozornosti. Njegovi nazori so postali priljubljeni s pomočjo Wagnerja in njegovega bayreuthskega kroga. Josiah Clark Nott, voditelj poligenističnega gibanja (temnopolti in belci sta dve različni vrsti), je prevedel Esej o neenakosti človeških ras v angleščino.
Adolf Hitler in nacisti so uporabili velik del Gobineaujeve ideologije, čeprav sam Gobineau ni bil antisemit. Jude je videl kot močne in inteligentne pripadnike superiorne rase, ki so pripomogli k razvoju industrije in kulture. Ko so torej nacisti prevzeli njegove teorije, so jih morali delno razširiti in spremeniti.